# 哈通丘卡山
15°10′35″S 71°02′57″W / 15.17639°S 71.04917°W
哈通丘卡山（Hatun Chhuka），是秘魯的山峰，位於該國南部庫斯科大區，由埃斯皮納爾省的奧科魯羅區負責管轄，屬於安地斯山脈的一部分，海拔高度4,800米。